# III liga polska w piłce nożnej (2014/2015)/Grupa VII (małopolsko-świętokrzyska)
III liga, grupa małopolsko-świętokrzyska, sezon 2014/2015 – 7. edycja rozgrywek czwartego poziomu ligowego piłki nożnej mężczyzn w Polsce po reorganizacji lig w 2008 roku. Brało w niej udział 18 drużyn z województwa małopolskiego i województwa świętokrzyskiego. Najlepsza drużyna zagrała o baraże do II ligi. Ostatnich 5 drużyn spadło odpowiednio do grup: małopolskiej (wschód), małopolskiej (zachód) i świętokrzyskiej IV ligi. Opiekunem ligi był Świętokrzyski Związek Piłki Nożnej.
Sezon ligowy rozpoczął się 9 sierpnia 2014 roku, a ostatnie mecze rozegrane zostaną 7 czerwca 2015 roku.

## Zasady rozgrywek
Zmagania w lidze toczyły się systemem kołowym w dwóch rundach – jesiennej i wiosennej. Drużyny, które po zakończeniu rozgrywek zajęły w tabeli ostatnich 5 miejsc, spadło do właściwej terytorialnie IV ligi i będą w kolejnym sezonie występować w IV lidze.
Drużyna, które zrezygnowała z uczestnictwa w rozgrywkach, degradowana została o 2 klasy rozgrywkowe i przenoszona na ostatnie miejsce w tabeli (jeśli rozegrała przynajmniej 50% spotkań sezonu; wtedy mecze nierozegrane weryfikowane są jako walkowery 0:3 na niekorzyść drużyny wycofanej) lub jej wyniki zostały anulowane. Z rozgrywek eliminowana – i również degradowana o 2 klasy rozgrywkowe – była drużyna, która nie rozegrała z własnej winy 3 spotkań sezonu.
Kolejność w tabeli ustalało się według liczby zdobytych punktów. W przypadku uzyskania równej ilości punktów przez dwie drużyny, o zajętym miejscu decydowały:
a) liczba zdobytych punktów w spotkaniach bezpośrednich,
b) korzystniejsza różnica między zdobytymi i utraconymi bramkami w spotkaniach bezpośrednich,
c) przy uwzględnieniu reguły UEFA, że bramki strzelone na wyjeździe liczone są podwójnie, korzystniejsza różnica między zdobytymi i utraconymi bramkami w spotkaniach bezpośrednich,
d) korzystniejsza różnica bramek we wszystkich spotkaniach z całego cyklu rozgrywek,
e) większa liczba bramek zdobytych we wszystkich spotkaniach z całego cyklu.
W przypadku, gdy dwoma zespołami o jednakowej liczbie punktów byłyby zespoły, których kolejność decyduje o awansie lub spadku, miały zastosowanie wyłącznie zasady określone w punktach a, b i c, a jeżeli one nie rozstrzygnęłyby kolejności, miało się odbyć dodatkowe spotkanie barażowe na neutralnym boisku, wyznaczonym przez Wydział Gier PZPN.
| Uczestnicy sezonu 2013/2014 | Uczestnicy sezonu 2013/2014       | Uczestnicy sezonu 2013/2014 | Uczestnicy sezonu 2013/2014 |
| --------------------------- | --------------------------------- | --------------------------- | --------------------------- |
| GSK                         | Granat Skarżysko-Kamienna         | 1                           |                             |
| SOŁ                         | Soła Oświęcim                     | 2                           |                             |
| HUT                         | Hutnik Nowa Huta                  | 3                           |                             |
| WSA                         | Wisła Sandomierz                  | 4                           |                             |
| ŁYS                         | Łysica Bodzentyn                  | 5                           |                             |
| WK2                         | Wisła II Kraków                   | 6                           |                             |
| UNT                         | Unia Tarnów                       | 7                           |                             |
| BES                         | Beskid Andrychów                  | 8                           |                             |
| KO2                         | Korona II Kielce                  | 9                           |                             |
| WMA                         | Wierna Małogoszcz                 | 10                          |                             |
| KSZ                         | KSZO 1929 Ostrowiec Świętokrzyski | 11                          |                             |
| PMU                         | Poprad Muszyna                    | 13                          |                             |
| POP                         | Poroniec Poronin                  | 14                          |                             |

| Spadek z II ligi wschodniej 2013/2014 | Spadek z II ligi wschodniej 2013/2014 | Spadek z II ligi wschodniej 2013/2014 | Spadek z II ligi wschodniej 2013/2014 |
| ------------------------------------- | ------------------------------------- | ------------------------------------- | ------------------------------------- |
| GAR                                   | Garbarnia Kraków                      | 16                                    |                                       |
| Awans z IV ligi 2013/2014             |                                       |                                       |                                       |
| grupa małopolska (wschód)             |                                       |                                       |                                       |
| WWR                                   | Wolania Wola Rzędzińska               | 1                                     |                                       |
| grupa małopolska (zachód)             |                                       |                                       |                                       |
| TRS                                   | MKS Trzebinia-Siersza                 | 1                                     |                                       |
| grupa świętokrzyska                   |                                       |                                       |                                       |
| CPŁ                                   | Czarni Połaniec                       | 1                                     |                                       |
| PRA                                   | Partyzant Radoszyce                   | 2                                     |                                       |

Objaśnienia:

### Tabela
| Lp. | Drużyna                           | M  | Z  | R  | P  | Bramki | Bramki | Różn. | Pkt | Uwagi                     | Bezpośrednio |
| --- | --------------------------------- | -- | -- | -- | -- | ------ | ------ | ----- | --- | ------------------------- | ------------ |
| 1   | Wisła Sandomierz (M) (B)          | 34 | 22 | 7  | 5  | 69     | 32     | +37   | 73  | Baraże o II ligę          |              |
| 2   | Poroniec Poronin                  | 34 | 21 | 9  | 4  | 67     | 34     | +33   | 72  |                           |              |
| 3   | Soła Oświęcim                     | 34 | 21 | 4  | 9  | 68     | 36     | +32   | 67  |                           |              |
| 4   | Wisła II Kraków                   | 34 | 17 | 8  | 9  | 64     | 42     | +22   | 59  |                           |              |
| 5   | KSZO 1929 Ostrowiec Świętokrzyski | 34 | 17 | 7  | 10 | 48     | 33     | +15   | 58  |                           |              |
| 6   | Granat Skarżysko-Kamienna1 (S)    | 34 | 17 | 6  | 11 | 55     | 31     | +24   | 57  | Spadek do klasy okręgowej |              |
| 7   | Garbarnia Kraków                  | 34 | 15 | 11 | 8  | 53     | 32     | +21   | 56  |                           |              |
| 8   | Unia Tarnów                       | 34 | 14 | 6  | 14 | 36     | 42     | −6    | 48  |                           |              |
| 9   | Czarni Połaniec                   | 34 | 12 | 11 | 11 | 47     | 45     | +2    | 47  |                           |              |
| 10  | Korona II Kielce                  | 34 | 13 | 6  | 15 | 53     | 62     | −9    | 45  |                           |              |
| 11  | Hutnik Nowa Huta                  | 34 | 11 | 10 | 13 | 40     | 48     | −8    | 43  |                           |              |
| 12  | Łysica Bodzentyn                  | 34 | 10 | 11 | 13 | 37     | 44     | −7    | 41  |                           |              |
| 13  | Beskid Andrychów                  | 34 | 11 | 8  | 15 | 41     | 58     | −17   | 41  |                           |              |
| 14  | Wolania Wola Rzędzińska1          | 34 | 9  | 7  | 18 | 35     | 58     | −23   | 34  |                           |              |
| 15  | Poprad Muszyna2                   | 34 | 4  | 16 | 14 | 24     | 43     | −19   | 28  |                           |              |
| 16  | MKS Trzebinia-Siersza (S)         | 34 | 6  | 9  | 19 | 26     | 40     | −14   | 27  | Spadek do IV ligi         |              |
| 17  | Wierna Małogoszcz (S)             | 34 | 6  | 8  | 20 | 27     | 62     | −35   | 26  | Spadek do IV ligi         |              |
| 18  | Partyzant Radoszyce (S)           | 34 | 5  | 6  | 23 | 29     | 77     | −48   | 21  | Spadek do IV ligi         |              |

### Wyniki
| Gospodarz \ Gość                  | BES | CPŁ | GAR | GSK | HUT | KO2 | KSZ | ŁYS   | TRS | PRA | PMU | POP | SOŁ | UNT | WMA | WSA | WK2 | WWR |
| Beskid Andrychów                  |     | 2:2 | 1:2 | 1:3 | 3:1 | 2:2 | 1:0 | 4:4   | 1:0 | 3:0 | 0:0 | 5:2 | 0:4 | 0:2 | 1:0 | 2:2 | 1:1 | 0:0 |
| Czarni Połaniec                   | 2:0 |     | 1:1 | 2:1 | 1:1 | 3:2 | 2:1 | 1:2   | 1:0 | 4:1 | 1:1 | 2:4 | 3:0 | 3:0 | 0:0 | 0:2 | 3:3 | 0:0 |
| Garbarnia Kraków                  | 2:0 | 1:0 |     | 2:2 | 0:1 | 2:1 | 2:0 | 0:0   | 2:0 | 6:1 | 0:1 | 2:2 | 2:0 | 1:1 | 2:0 | 0:5 | 2:1 | 0:1 |
| Granat Skarżysko-Kamienna         | 3:1 | 3:0 | 2:1 |     | 3:1 | 3:1 | 2:1 | 0:1   | 1:0 | 6:0 | 1:1 | 1:1 | 1:0 | 1:0 | 1:0 | 1:3 | 1:0 | 5:0 |
| Hutnik Nowa Huta                  | 0:2 | 3:1 | 1:4 | 0:0 |     | 0:2 | 1:1 | 1:0   | 1:1 | 4:0 | 1:1 | 0:0 | 1:3 | 1:0 | 3:1 | 0:3 | 4:2 | 4:1 |
| Korona II Kielce                  | 2:0 | 2:2 | 2:1 | 1:0 | 3:1 |     | 1:3 | 1:1   | 0:0 | 4:3 | 0:0 | 1:3 | 0:2 | 1:2 | 4:1 | 3:4 | 1:6 | 2:0 |
| KSZO 1929 Ostrowiec Świętokrzyski | 0:2 | 1:0 | 2:1 | 1:1 | 2:2 | 1:1 |     | 1:0   | 1:0 | 3:0 | 3:0 | 1:1 | 0:2 | 1:0 | 4:0 | 1:3 | 1:2 | 3:0 |
| Łysica Bodzentyn                  | 2:0 | 2:1 | 1:1 | 0:0 | 0:1 | 2:1 | 1:0 |       | 1:0 | 0:0 | 0:0 | 0:4 | 1:2 | 1:1 | 1:2 | 1:1 | 3:1 | 2:3 |
| MKS Trzebinia-Siersza             | 0:1 | 1:2 | 1:1 | 1:3 | 0:0 | 1:4 | 0:3 | 3:0   |     | 0:0 | 2:0 | 0:1 | 4:2 | 0:1 | 4:0 | 1:1 | 0:2 | 2:0 |
| Partyzant Radoszyce               | 2:0 | 0:1 | 0:3 | 2:1 | 0:0 | 1:2 | 0:1 | 0:1   | 1:1 |     | 3:2 | 1:0 | 1:4 | 0:2 | 0:1 | 1:2 | 2:4 | 3:1 |
| Poprad Muszyna                    | 1:1 | 0:1 | 0:0 | 0:3 | 1:2 | 0:1 | 2:3 | 3:0wo | 1:1 | 2:2 |     | 0:0 | 2:2 | 1:0 | 1:0 | 0:4 | 1:1 | 0:0 |
| Poroniec Poronin                  | 3:1 | 1:1 | 3:0 | 1:0 | 1:0 | 2:0 | 2:0 | 1:1   | 2:1 | 3:0 | 1:0 |     | 4:2 | 3:0 | 3:0 | 5:3 | 3:2 | 1:2 |
| Soła Oświęcim                     | 2:0 | 2:1 | 0:2 | 1:0 | 4:0 | 2:0 | 0:1 | 2:1   | 1:0 | 3:1 | 1:1 | 1:2 |     | 5:1 | 6:0 | 3:1 | 2:1 | 1:1 |
| Unia Tarnów                       | 2:3 | 0:2 | 1:4 | 1:0 | 1:0 | 4:1 | 0:2 | 1:1   | 1:0 | 2:1 | 1:0 | 1:1 | 0:1 |     | 0:0 | 2:2 | 1:2 | 2:1 |
| Wierna Małogoszcz                 | 0:1 | 2:2 | 1:1 | 3:2 | 1:1 | 3:1 | 2:2 | 0:4   | 0:1 | 2:2 | 2:0 | 0:2 | 0:2 | 1:2 |     | 0:1 | 1:1 | 2:0 |
| Wisła Sandomierz                  | 3:1 | 2:1 | 0:0 | 1:0 | 2:0 | 0:1 | 1:1 | 3:0   | 4:1 | 4:0 | 3:0 | 1:3 | 2:1 | 0:2 | 2:1 |     | 2:0 | 1:0 |
| Wisła II Kraków                   | 4:1 | 3:0 | 1:1 | 2:1 | 1:0 | 3:0 | 1:2 | 2:1   | 0:0 | 3:0 | 1:1 | 4:1 | 1:4 | 2:0 | 3:0 | 0:0 |     | 1:0 |
| Wolania Wola Rzędzińska           | 4:1 | 1:1 | 0:3 | 1:3 | 2:3 | 4:5 | 0:1 | 3:2   | 1:0 | 2:1 | 2:1 | 1:1 | 1:1 | 0:2 | 2:1 | 0:1 | 1:2 |     |

Źródło: 90minut
Objaśnienia:
1Drużyna gospodarzy jest wymieniona po lewej stronie tabeli.
Kolory: zielony – zwycięstwo gospodarzy, żółty – remis, różowy – zwycięstwo gości.
Kwalifikacja do baraży o II ligę: Wisła Sandomierz
Spadek do IV ligi: Granat Skarżysko-Kamienna, MKS Trzebinia-Siersza, Wierna Małogoszcz, Poprad Muszyna, Partyzant Radoszyce

## Baraże o II ligę
| 13 czerwca 2015 13:00 | Radomiak Radom        | 0:0(0:0)Raport | Wisła Sandomierz                                                                    | Radom, (Stadion im. Braci Czachorów) Widzów: 3000 Sędzia: Mariusz Złotek (Stalowa Wola) |
|                       | kartki: · Leândro 78' |                | kartki: · Kamil Oślizło · Jarosław Piątkowski · Rafał Mikulec · 88' Bartosz Szepeta |                                                                                         |

| 17 czerwca 2015 17:00 | Wisła Sandomierz · Bartłomiej Gołasa 83' (k) | 1:2(0:1)Raport | Radomiak Radom · 13' Szymon Stanisławski · Leândro | Sandomierz, (Miejski Stadion Sportowy) Widzów: 800 Sędzia: Sebastian Krasny (Kraków) |
|                       | kartki: · Michał Motyl                       |                |                                                    |                                                                                      |

Awans do II ligi: Radomiak Radom